# 巴克沙縣

巴克沙縣在阿薩姆邦的位置

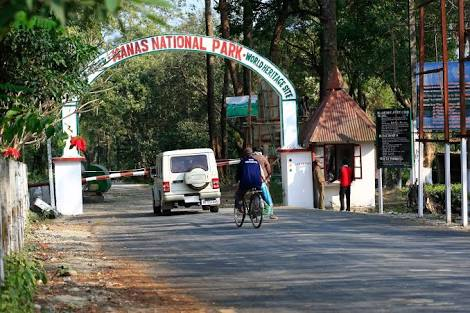
位於巴克沙縣的瑪納斯國家公園

巴克沙縣是印度東北部阿薩姆邦波多蘭自治地區的一個縣，面積2,400平方公里，居民識字率七成，2011年人口953,773，人口密度每平方公里397人。
26°34′51″N 91°25′13″E / 26.58083°N 91.42028°E